# جان ورکر، ششمین ویسکونت گورت
جان استندیش سورتیز پرندرگاست ورکر (انگلیسی: John Vereker, 6th Viscount Gort; ۱۰ ژوئیهٔ ۱۸۸۶ – ۳۱ مارس ۱۹۴۶) افسر عالی‌رتبهٔ ارتش بریتانیا بود و در جنگ جهانی دوم به عنوان فیلد مارشال به انگلستان خدمت کرد. او نقش بسیار مهمی در فرماندهی نیروهای اکسپدیشنری بریتانیا در آغاز جنگ داشت.
فیلد مارشال گورت از سال ۱۹۴۴ تا ۱۹۴۵ میلادی، به عنوان کمیسر عالی فلسطین به تاج‌وتخت بریتانیا خدمت کرد.
او به عنوان یک افسر جوان در طول جنگ جهانی اول، به خاطر اقداماتش در طول نبرد کانال دو نورد، مفتخر به دریافت صلیب ویکتوریا شد. در طول دهه ۱۹۳۰، او به عنوان رئیس ستاد کل امپراتوری (رئیس حرفه‌ای ارتش بریتانیا) خدمت کرد. او بیشتر به خاطر فرماندهی نیروی اعزامی بریتانیا که در سال اول جنگ جهانی دوم به فرانسه اعزام شد و سال بعد از دانکرک تخلیه شد، شناخته می‌شود. گورت بعدها به عنوان فرماندار جبل الطارق و مالت و کمیسر عالی فلسطین و ماوراء اردن خدمت کرد.